# N929 (België)
De N929 is een gewestweg in de Belgische provincies Luxemburg en Namen. Deze weg vormt de verbinding tussen Dion en Grandhan.
De totale lengte van de N929 bedraagt ongeveer 49,5 kilometer.

## Plaatsen langs de N929
- Dion
- Feschaux
- Finnevaux
- Mesnil-Église
- Houyet
- Ver
- Mont-Gauthier
- Chevetogne
- Forzée
- Haversin
- Sinsin
- Nettinne
- Heure
- Baillonville
- Noiseux
- Deulin
- Monteuville
- Grandhan